# Oribatella inflexa
Oribatella inflexa är en kvalsterart som beskrevs av Sandór Mahunka 1957. Oribatella inflexa ingår i släktet Oribatella och familjen Oribatellidae. Inga underarter finns listade i Catalogue of Life.